# Lijst van munteenheden in de afhankelijke gebieden
Dit is een lijst van munteenheden in de afhankelijke gebieden. De gebieden in Antarctica zijn niet opgenomen in de lijst.
| Munteenheid            | ISO 4217-code | Gebied                                         | Moederland          | Voorgaande munt                | Jaar |
| ---------------------- | ------------- | ---------------------------------------------- | ------------------- | ------------------------------ | ---- |
| Amerikaanse dollar     | USD           | Amerikaans-Samoa                               | Verenigde Staten    |                                |      |
| Amerikaanse dollar     | USD           | Amerikaanse Maagdeneilanden                    | Verenigde Staten    | Deens-West-Indische daler      | 1917 |
| Amerikaanse dollar     | USD           | Bonaire                                        | Nederland           | Antilliaanse gulden            | 2011 |
| Amerikaanse dollar     | USD           | Britse Maagdeneilanden                         | Verenigd Koninkrijk | West-Indische dollar           | 1961 |
| Amerikaanse dollar     | USD           | Guam                                           | Verenigde Staten    | Oceanische pond                | 1945 |
| Amerikaanse dollar     | USD           | Noordelijke Marianen                           | Verenigde Staten    | Oceanische pond                | 1945 |
| Amerikaanse dollar     | USD           | Puerto Rico                                    | Verenigde Staten    | Puerto Ricaanse peso           | 1898 |
| Amerikaanse dollar     | USD           | Saba                                           | Nederland           | Antilliaanse gulden            | 2011 |
| Amerikaanse dollar     | USD           | Sint Eustatius                                 | Nederland           | Antilliaanse gulden            | 2011 |
| Amerikaanse dollar     | USD           | Turks- en Caicoseilanden                       | Verenigd Koninkrijk | Jamaicaanse dollar             | 1969 |
| Antilliaanse gulden    | ANG           | Curaçao                                        | Nederland           | Nederlandse gulden             | 1940 |
| Antilliaanse gulden    | ANG           | Sint Maarten                                   | Nederland           | Nederlandse gulden             | 1940 |
| Arubaanse florin       | AWG           | Aruba                                          | Nederland           | Antilliaanse gulden            | 1986 |
| Australische dollar    | AUD           | Christmaseiland                                | Australië           | Australische pond              | 1966 |
| Australische dollar    | AUD           | Cocoseilanden                                  | Australië           | Australische pond              | 1966 |
| Australische dollar    | AUD           | Norfolk                                        | Australië           | Australische pond              | 1966 |
| Bermudaanse dollar     | BMD           | Bermuda                                        | Verenigd Koninkrijk | Britse pond                    | 1970 |
| Britse pond            | GBP           | Brits Indische Oceaanterritorium               | Verenigd Koninkrijk |                                |      |
| CFP-frank              | XPF           | Frans-Polynesië                                | Frankrijk           | Franse frank                   | 1945 |
| CFP-frank              | XPF           | Nieuw-Caledonië                                | Frankrijk           | Franse frank                   | 1945 |
| CFP-frank              | XPF           | Wallis en Futuna                               | Frankrijk           | Franse frank                   | 1945 |
| Cookeilandse dollar    | CKD           | Cookeilanden                                   | Nieuw-Zeeland       | Nieuw-Zeelandse dollar         | 1972 |
| Deense kroon           | DKK           | Groenland                                      | Denemarken          | Deense rigsdaler               | 1875 |
| Euro                   | EUR           | Akrotiri en Dhekelia                           | Verenigd Koninkrijk | Cypriotische pond              | 2008 |
| Euro                   | EUR           | Åland                                          | Finland             | Finse mark                     | 2002 |
| Euro                   | EUR           | Frans-Guyana                                   | Frankrijk           | Frans-Guyaanse frank           | 2002 |
| Euro                   | EUR           | Franse Zuidelijke Gebieden                     | Frankrijk           | Franse frank                   | 2002 |
| Euro                   | EUR           | Guadeloupe                                     | Frankrijk           | Guadeloupe frank               | 2002 |
| Euro                   | EUR           | Martinique                                     | Frankrijk           | Martinikaanse frank            | 2002 |
| Euro                   | EUR           | Mayotte                                        | Frankrijk           | Franse frank                   | 2002 |
| Euro                   | EUR           | Réunion                                        | Frankrijk           | Réunion frank                  | 2002 |
| Euro                   | EUR           | Saint-Barthélemy                               | Frankrijk           | Guadeloupe frank               | 2002 |
| Euro                   | EUR           | Saint-Martin                                   | Frankrijk           | Guadeloupe frank               | 2002 |
| Euro                   | EUR           | Saint-Pierre en Miquelon                       | Frankrijk           | Saint-Pierre en Miquelon frank | 2002 |
| Falklandeilands pond   | FKP           | Falklandeilanden                               | Verenigd Koninkrijk | Britse pond                    | 1899 |
| Falklandeilands pond   | FKP           | Zuid-Georgia en de Zuidelijke Sandwicheilanden | Verenigd Koninkrijk | Britse pond                    | 1899 |
| Faeröerse kroon        | FOK           | Faeröer                                        | Denemarken          | Deense kroon                   |      |
| Gibraltarees pond      | GIP           | Gibraltar                                      | Verenigd Koninkrijk |                                | 1927 |
| Guernseypond           | GGP           | Guernsey                                       | Verenigd Koninkrijk |                                | 1921 |
| Hongkongse dollar      | HKD           | Hongkong                                       | China               |                                |      |
| Isle of Man-pond       | IMP           | Man                                            | Verenigd Koninkrijk |                                |      |
| Jerseypond             | JEP           | Jersey                                         | Verenigd Koninkrijk |                                |      |
| Kaaimaneilandse dollar | KYD           | Kaaimaneilanden                                | Verenigd Koninkrijk | Jamaicaanse dollar             | 1972 |
| Macause pataca         | MOP           | Macau                                          | China               | Chinese dollar                 | 1906 |
| Nieuw-Zeelandse dollar | NZD           | Niue                                           | Nieuw-Zeeland       | Nieuw-Zeelandse pond           | 1967 |
| Nieuw-Zeelandse dollar | NZD           | Pitcairneilanden                               | Verenigd Koninkrijk | Nieuw-Zeelandse pond           | 1967 |
| Nieuw-Zeelandse dollar | NZD           | Tokelau                                        | Nieuw-Zeeland       | Nieuw-Zeelandse pond           | 1967 |
| Oost-Caribische dollar | XCD           | Anguilla                                       | Verenigd Koninkrijk | West-Indische dollar           | 1965 |
| Oost-Caribische dollar | XCD           | Montserrat                                     | Verenigd Koninkrijk | West-Indische dollar           | 1965 |
| Sint-Heleens pond      | SHP           | Ascension                                      | Verenigd Koninkrijk | Britse pond                    | 1976 |
| Sint-Heleens pond      | SHP           | Sint-Helena                                    | Verenigd Koninkrijk | Britse pond                    | 1976 |
| Sint-Heleens pond      | SHP           | Tristan da Cunha                               | Verenigd Koninkrijk | Britse pond                    | 1976 |